# 4769 Castalia
4769 Castalia (tên chỉ định:1989 PB) là tiểu hành tinh đầu tiên được mô hình hóa bởi chụp ảnh radar. Nó là một tiểu hành tinh Apollo, cắt qua Sao Hỏa, và cắt qua Sao Kim. Nó được phát hiện ngày 9 tháng 8 năm 1989, bởi Eleanor F. Helin (Caltech) tạgi Đài thiên văn Palomar. Nó được đặt theo tên Castalia trong thần thoại Hy Lạp.